# Бауэрнфейнд, Густав
Густав Бауэрнфейнд (нем. Gustav Bauernfeind; 4 сентября 1848[…], Зульц-на-Неккаре — 24 декабря 1904[…], Иерусалим) — немецкий художник-ориенталист.

## Биография

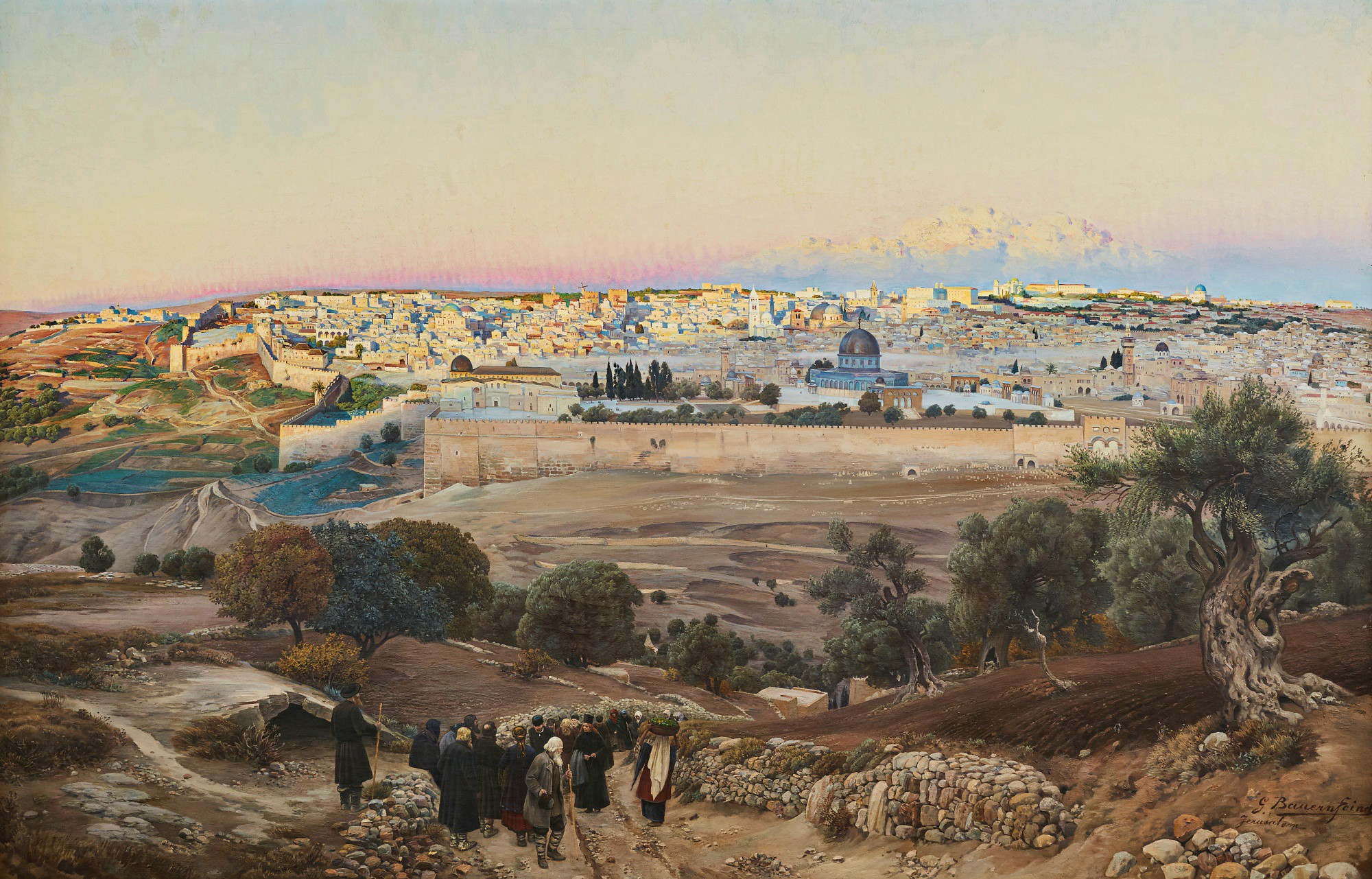
Православные паломники из России созерцают Иерусалим с Масличной горы

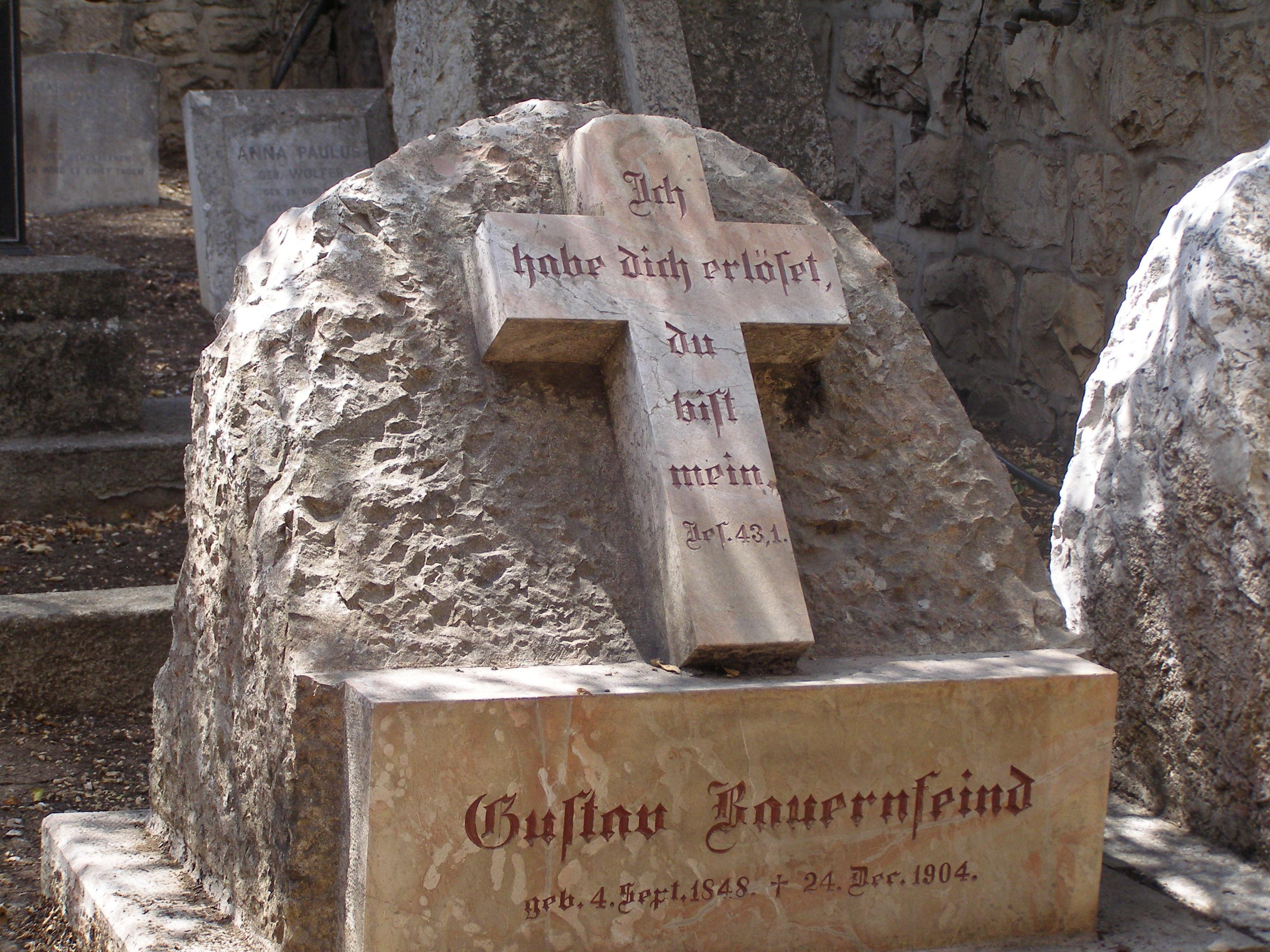
Надгробие Бауэрнфейнда в Иерусалиме.

Родился в 1848 году в небольшом городке Зульц-ам-Неккар на юго-западе Германии, в семье обеспеченного еврея-фармацевта, перешедшего из иудаизма в лютеранство (по другим данным, в католичество) и его жены-немки. Первоначально планировал посвятить себя архитектуре. Окончил Политехнический институт в Штутгарте, где получил профессию архитектора, после чего работал в архитектурной фирме профессора Вильгельма Боймера, а затем в фирме Адольфа Гнаута, и в этот период заинтересовался живописью.
Сперва писал виды Германии и Италии, однако в 1880—82 годах совершил большое путешествие по Переднему Востоку, который послужил ему источником вдохновения для множества картин. В дальнейшем Бауэрнфейнд ещё несколько раз посетил Передний Восток, а в 1896 году с женой и сыном окончательно переехал в Палестину и в 1898 году поселился в Иерусалиме.
В этот период Бауэрнфейнд создавал пейзажи с видами Палестины, которые отличались фотографической точностью, и отсылал их на выставки в Германию, где они пользовались значительной популярностью. Время от времени, в поисках вдохновения, он посещал также Сирию и Ливан.
Скончался Бауэрнфейнд в 1904 году в Палестине.
В течение большей части 20 века картины Бауэрнфейнда были не слишком востребованы, так как художественных критиков-модернистов раздражала его академическая манера, однако к 1990-м годам спрос на них вновь начал возрастать. Так, в 1997 году одна из работ Бауэрнфейнда, «Порт Яффы», была продана на аукционе в Кёльне за полтора миллиона немецких марок.
На родине художника, в городе Зульц-ам-Неккар, существует его дом-музей. Сохранилась также могила художника, украшенная большим христианским крестом на немецком христианском кладбище в Иерусалиме.

## Галерея

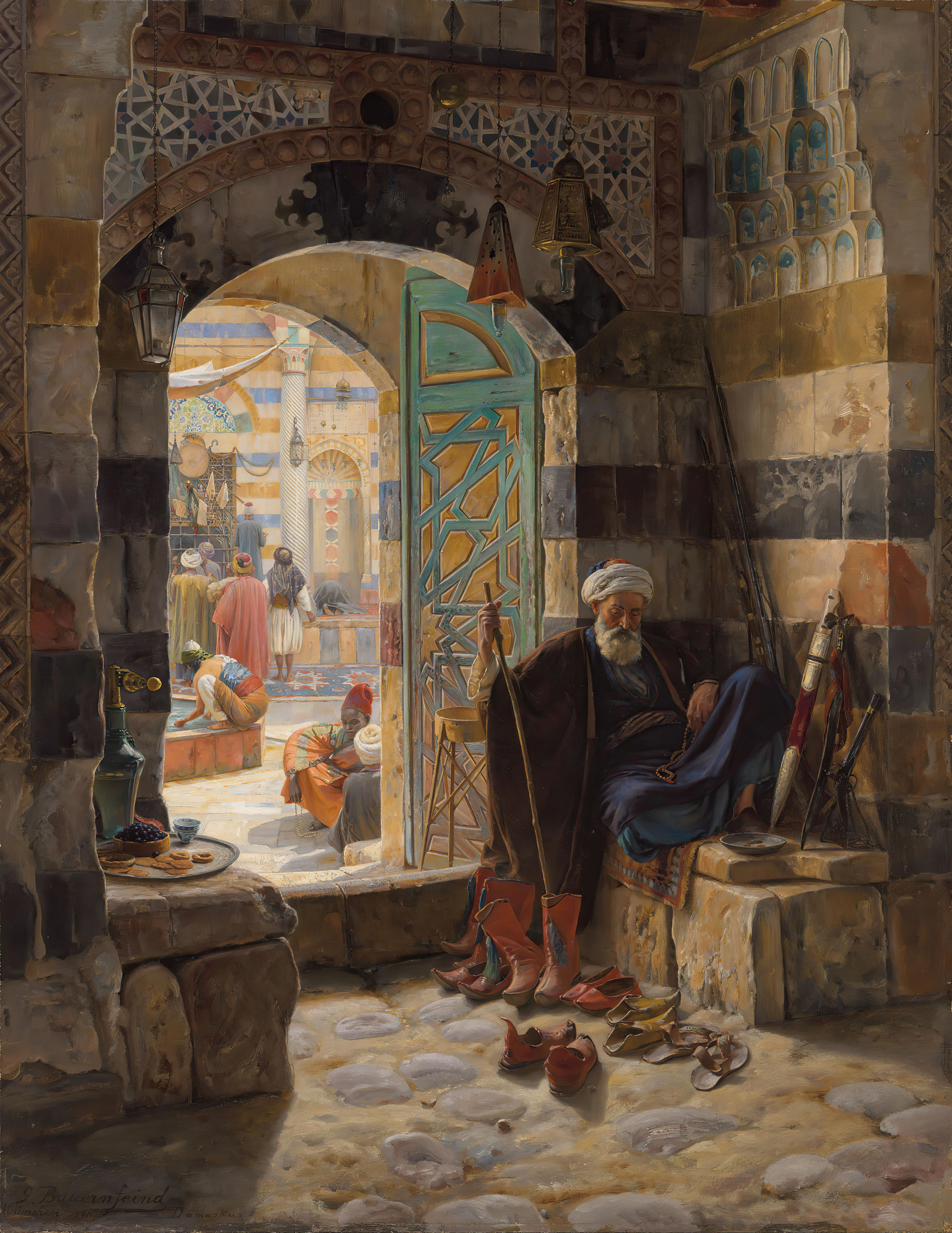
Смотритель мечети
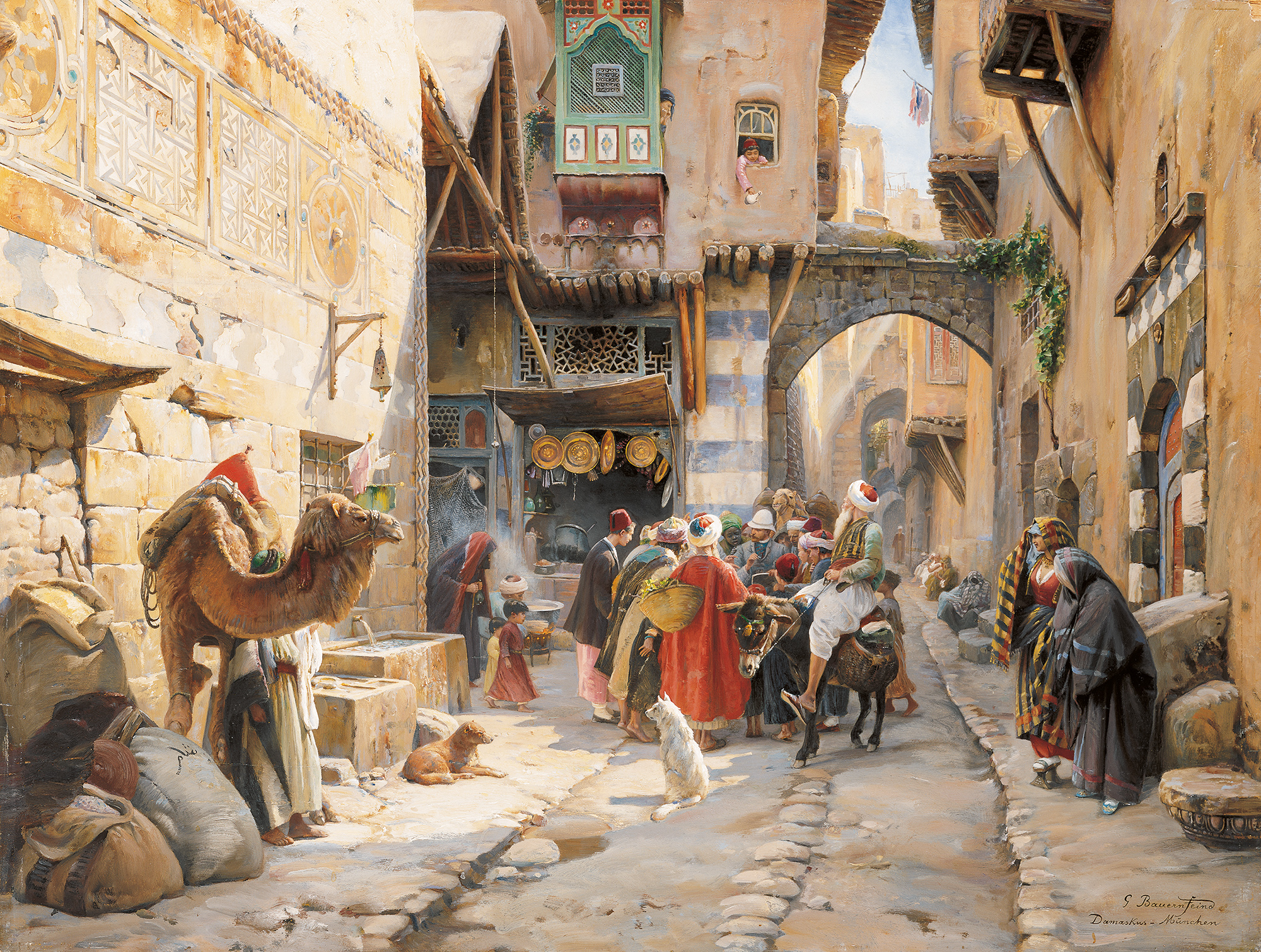
Уличная сцена в Дамаске
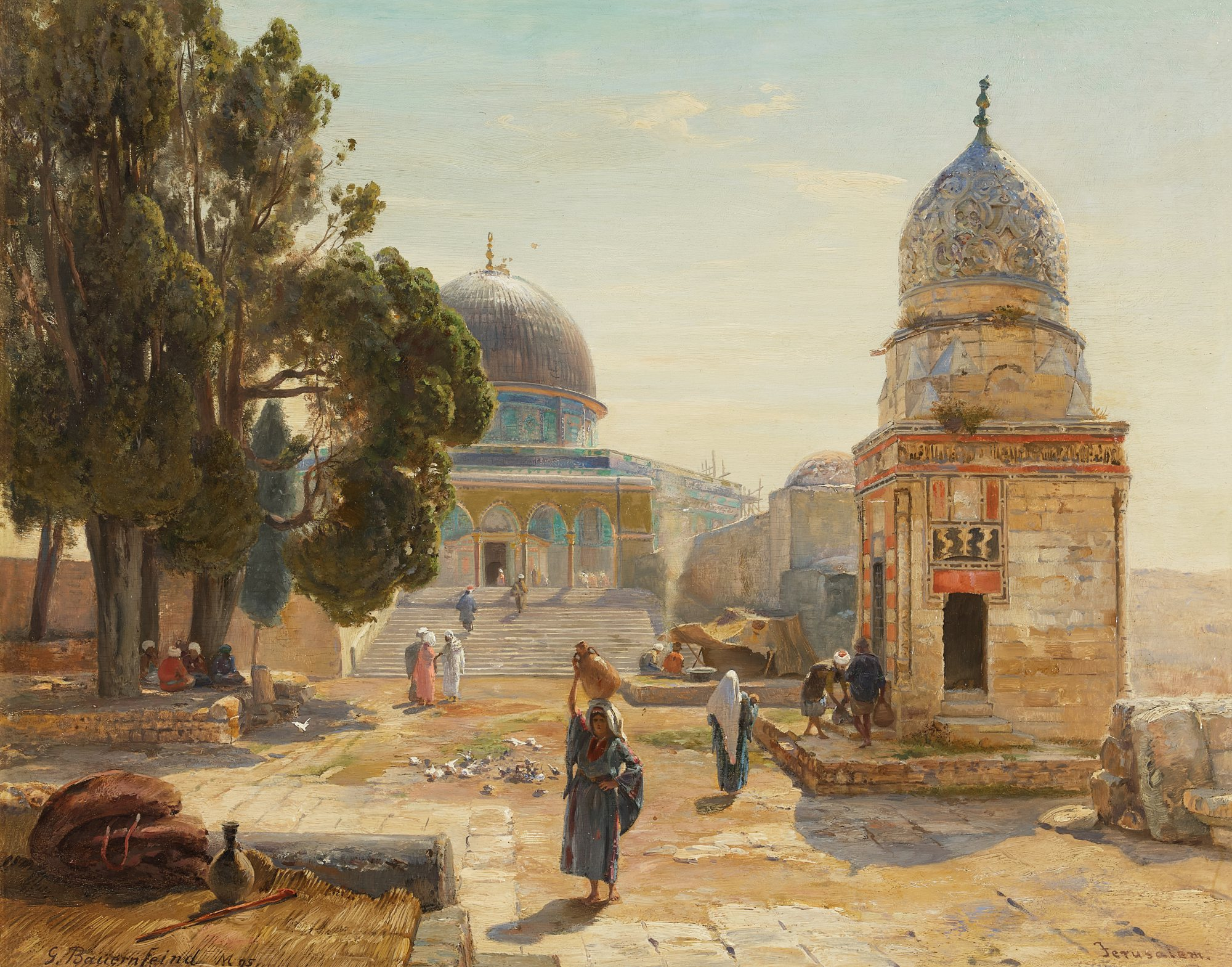
Мечеть Куббат-ас-Сахра
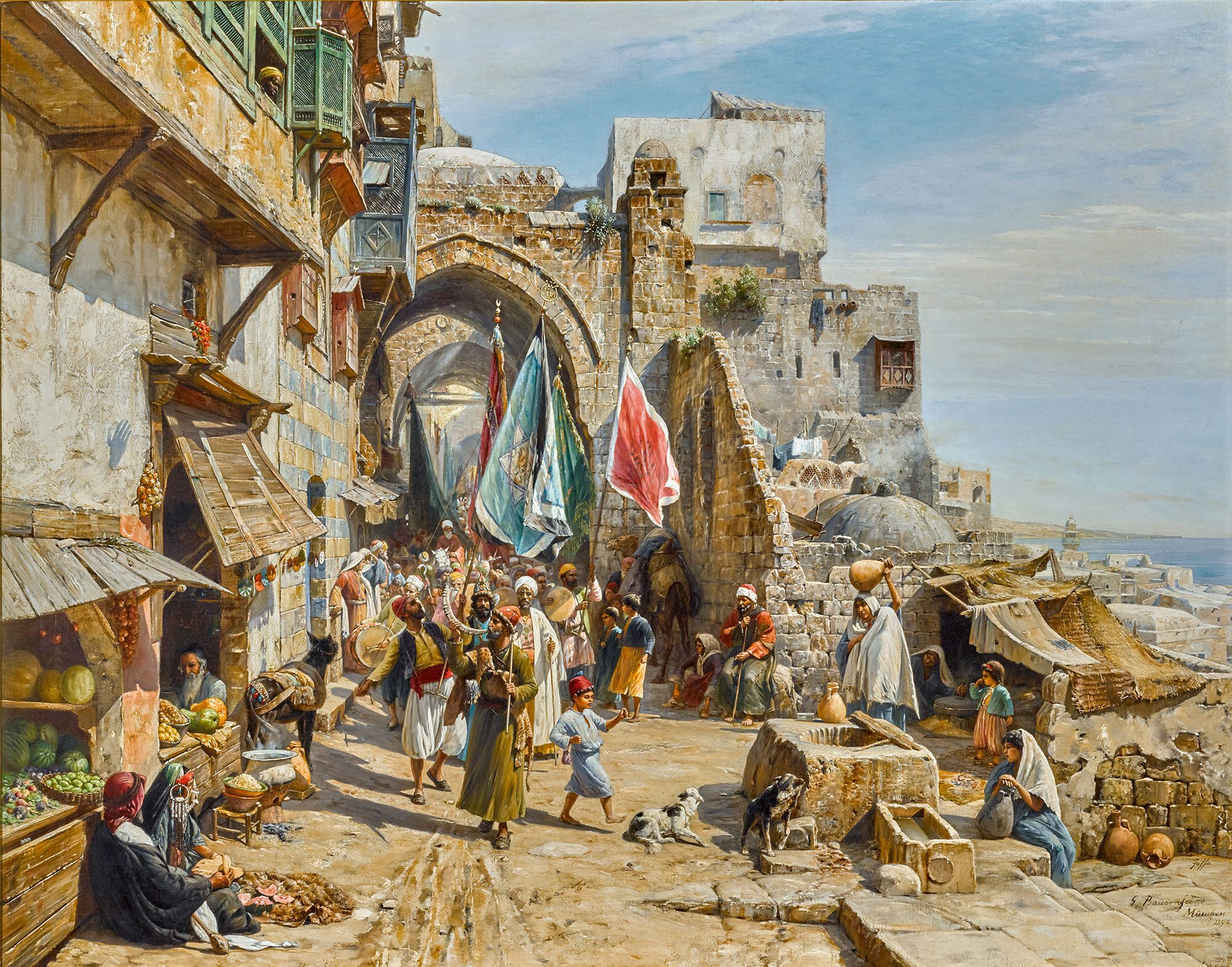
Исламская религиозная процессия в Яффе
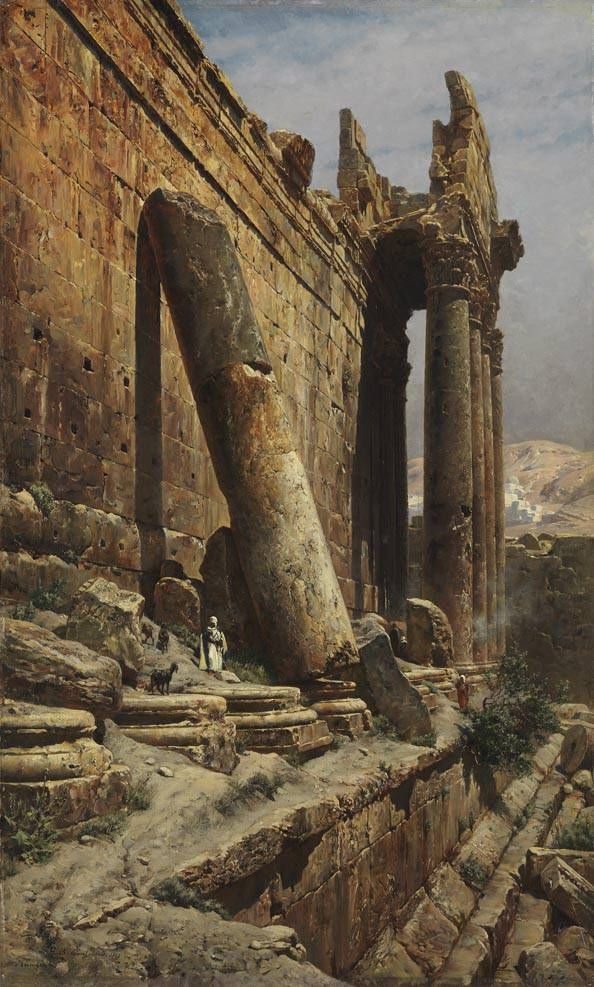
Руины языческого храма в Баальбеке
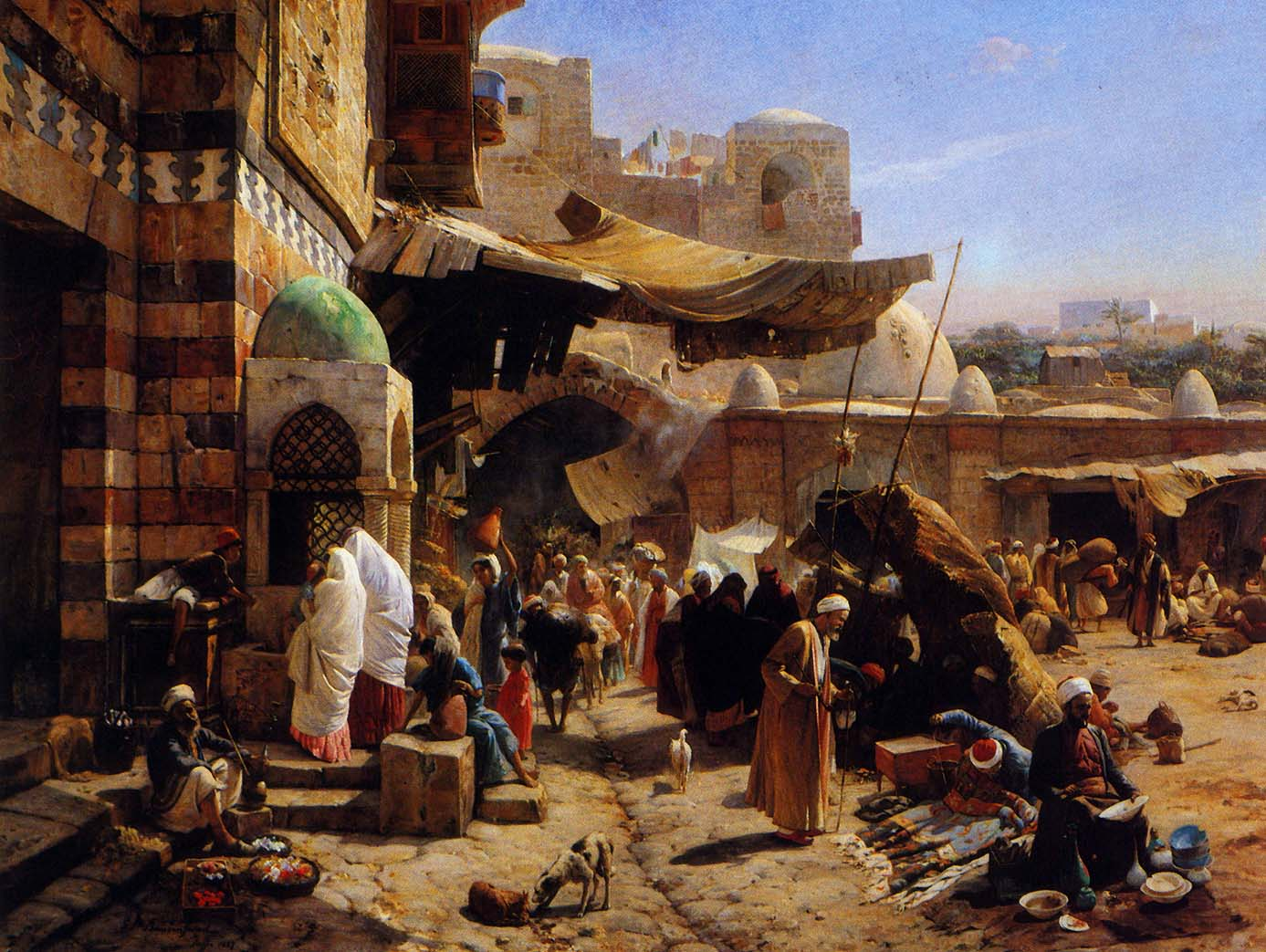
Рынок в Яффе
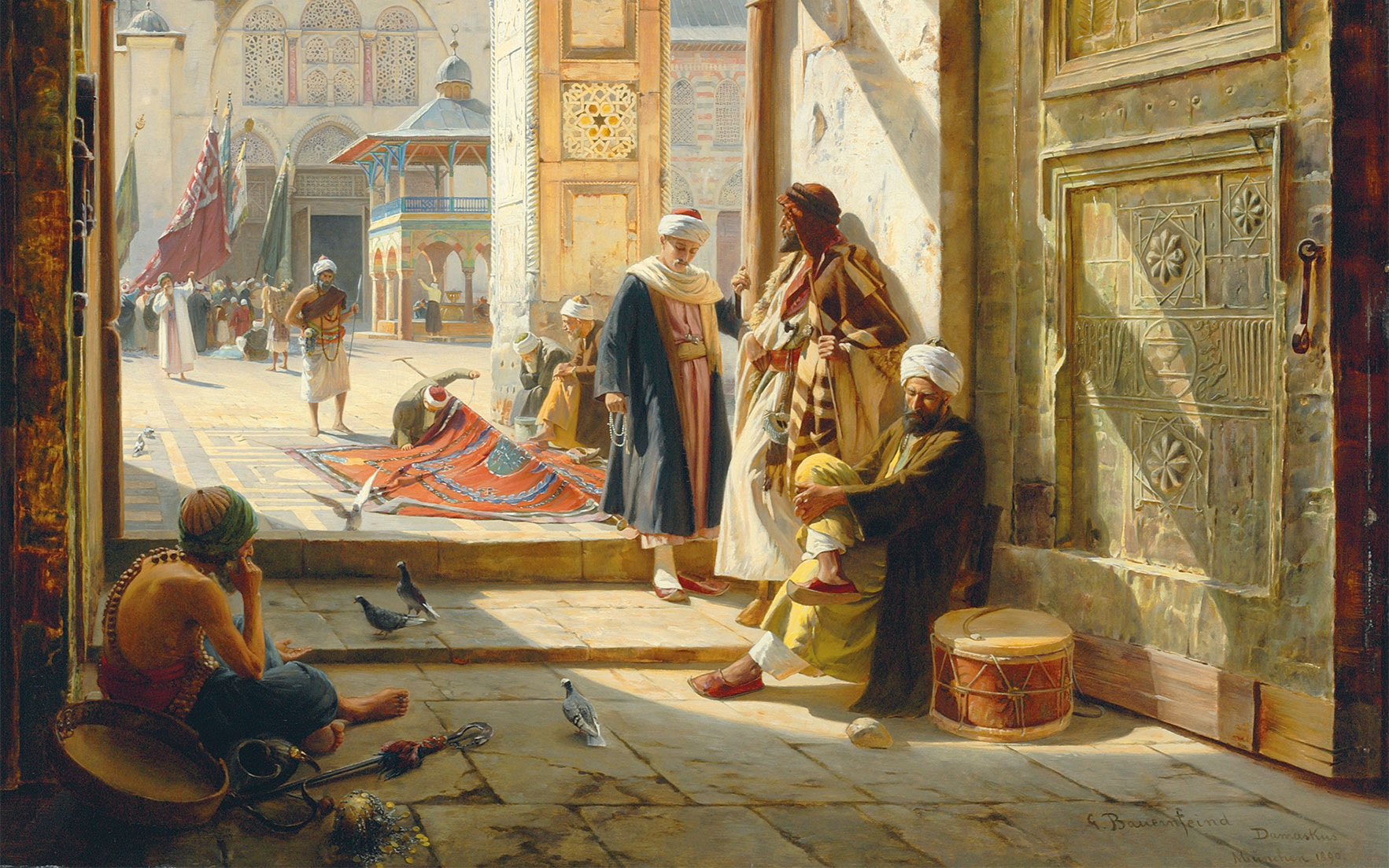
Вход в Мечеть Омейядов, Дамаск
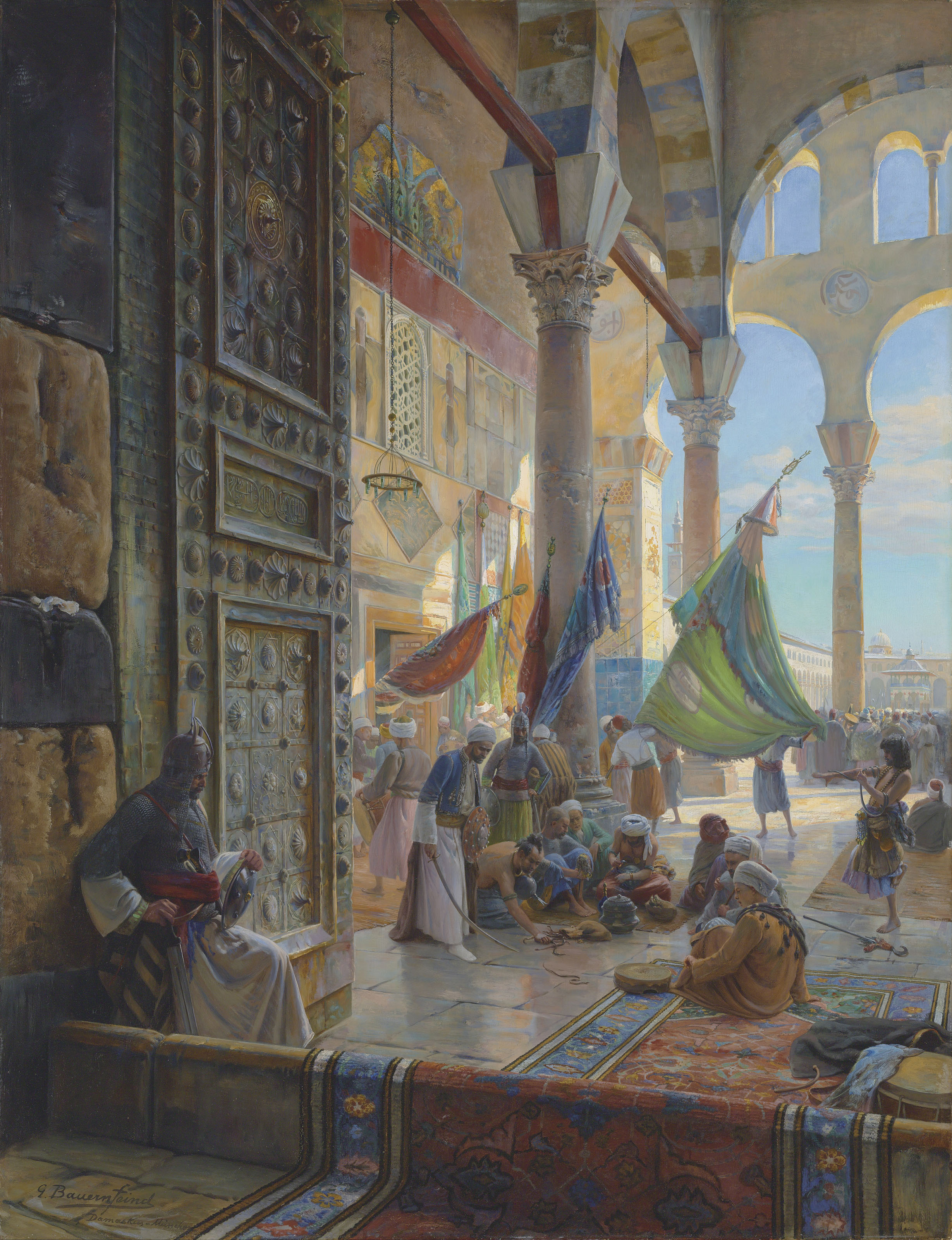
Передний двор Мечети Омейядов в Дамаске